# Вест-Кокаліко Тауншип (округ Ланкастер, Пенсільванія)
Вест-Кокаліко Тауншип (англ. West Cocalico Township) — селище (англ. township) в США, в окрузі Ланкастер штату Пенсільванія. Населення — 7456 осіб (2020).

## Демографія
Згідно з переписом 2010 року, у селищі мешкало 7280 осіб у 2459 домогосподарствах у складі 1982 родин. Було 2548 помешкань
Расовий склад населення:
| - 97,5 % — білих - 0,5 % — чорних або афроамериканців - 0,5 % — азіатів - 0,1 % — корінних американців |

До двох чи більше рас належало 0,9 %. Частка іспаномовних становила 1,4 % від усіх жителів.
За віковим діапазоном населення розподілялося таким чином: 29,3 % — особи молодші 18 років, 59,6 % — особи у віці 18—64 років, 11,1 % — особи у віці 65 років та старші. Медіана віку мешканця становила 36,7 року. На 100 осіб жіночої статі у селищі припадало 99,3 чоловіків;  на 100 жінок у віці від 18 років та старших — 100,9 чоловіків також старших 18 років.
Середній дохід на одне домашнє господарство  становив 87 929 доларів США (медіана — 73 525), а середній дохід на одну сім'ю — 97 024 долари (медіана — 79 934). Медіана доходів становила 50 117 доларів для чоловіків та 36 282 долари для жінок. За межею бідності перебувало 5,2 % осіб, у тому числі 6,7 % дітей у віці до 18 років та 6,0 % осіб у віці 65 років та старших.
Цивільне працевлаштоване населення становило 3774 особи. Основні галузі зайнятості: освіта, охорона здоров'я та соціальна допомога — 18,9 %, виробництво — 18,6 %, будівництво — 11,0 %, роздрібна торгівля — 9,5 %.